# Abdschad (Zahlensystem)
Das Abdschad-Zahlensystem, kurz Abdschad (auch Abjad oder Abgad), ist das alphabetische Zahlensystem der Araber. Abdschad bedeutet eigentlich so viel wie „das arabische ABC“. Gemäß der alten Reihenfolge des arabischen Alphabets, die sich noch am phönizischen Alphabet orientierte, waren ابجد (Alif,  Bāʾ,  Ǧīm und Dāl) die ersten vier arabischen Buchstaben. Vor der Übernahme der indischen Zahlschrift durch die Araber im 9. Jahrhundert bildeten die arabischen Buchstaben zugleich das arabische Zahlensystem. In Jahresangaben der Hidschra-Ära werden bis heute bevorzugt die alphabetischen Zahlen verwendet.
Nach einem terminologischen Vorstoß von Peter T. Daniels 1990 wird Abdschad (oder Abjad) auch als Synonym für Konsonantenschrift benutzt.

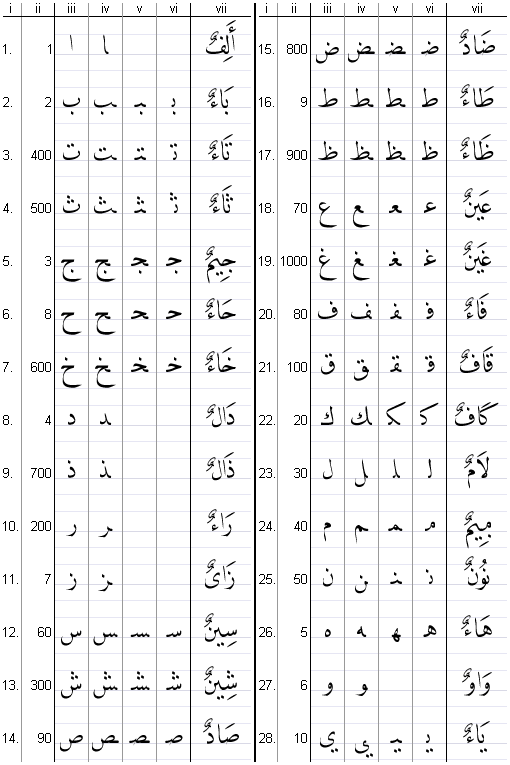
Das arabische Alphabet (heutige Reihenfolge). i Nummer, ii Zahlwert … vii Name. Dazwischen die isolierte Buchstabenform (iii) und verbundene Formen (iv bis vi). An den Zahlwerten (2. Spalte) lässt sich noch die frühere Reihenfolge der Buchstaben ablesen.

## Schreibweise

### Zahlenwerte der Buchstaben
Die Zuordnung der Buchstaben zu Zahlenwerten geht von der alten Reihenfolge des arabischen Alphabets aus (die Tabelle rechts listet das Alphabet dagegen in der heutigen Reihenfolge auf). Die Buchstaben wurden in drei Neunergruppen geteilt, wie auch bei den Zahlenwerten der griechischen Buchstaben und der hebräischen Buchstaben:
- Die erste Gruppe gibt die Einerzahlen von 1 bis 9 wieder.
- Die zweite Gruppe gibt die Zehnerzahlen von 10 bis 90 wieder.
- Die dritte Gruppe gibt die Zahlen von 100 bis 900 wieder.
- Der damals letzte Buchstabe (heute Nr. 19) wurde gleich 1000 gesetzt.

Als Merkhilfe werden die Buchstaben in acht Wörtern angeordnet. Das erste – abdschad (ابجد) – bedeutet Alphabet, die übrigen sieben haben keine eigene Bedeutung:
- ابجد – ʾabǧad: 1–2–3–4
- هوز – hawwaz: 5–6–7
- حطي – ḥuṭṭī: 8–9–10
- كلمن – kalaman: 20–30–40–50
- سعفص – ṣaʿfaṣ: 60–70–80–90
- قرشت – qaraštu: 100–200–300–400
- ثخذ – ṯaḫaḏ: 500–600–700
- ضظغ – ẓaẓaġ: 800–900–1000

### Kennzeichnung als Zahlzeichen
Zur Vermeidung von Unklarheiten durch Verwechslung mit Wörtern, ist es meist üblich, über die arabischen, alphabetischen Zahlen eine Querlinie zu ziehen.
Das Jahr 1429 der Hidschra (das heißt Januar bis Dezember 2008 christlicher Zeitrechnung) schreibt sich also:  غتكط

### Modifiziertes System im Maghreb
Seit einer Umstellung von einigen Buchstaben im Maghreb gibt es, neben dem traditionellen orientalischen Abdschad, ein modifiziertes Abdschad im westlichen Nordafrika. Dort gelten abweichend für die 60 der Buchstabe Ṣād ص, für 90 der Buchstabe Ḍād ض, für 800 der Buchstabe Ẓāʾ ظ, für 900 der Buchstabe Ġain غ und für 1000 der Buchstabe  Šīn  ش.
Die Merkhilfe sieht demnach dort (hintereinander gruppiert) wie folgt aus:
أَبْجَدْ هَوَّزْ حُطِّي كَلَمُنْ صَعْفَضْ قَرَسْتُ ثَخَذْ ضَظَغْ
(ʾabǧad hawwaz ḥuṭṭī kalaman ṣaʿfaḍ qarastu ṯaḫaḏ ẓaẓaġ)

## Geschichte
Bis zur schrittweisen Übernahme der indischen Zahlen durch die Araber im Verlauf des 9. Jahrhunderts wurden die alphabetischen Zahlen auch in Wissenschaft und Verwaltung verwendet.
Einige Alphabete des Nahen Ostens hatten das griechische Buchstaben-Zahlensystem sehr früh übernommen und auf ihre jeweils eigenen Alphabete übertragen. So zum Beispiel das hebräische Alphabet schon Ende des 2. Jahrhunderts v. Chr. sowie das syrische Alphabet Mitte des 4. Jahrhunderts n. Chr.
Im islamisch-arabischen Machtbereich wurden nach der Eroberung der früheren oströmischen Gebiete des Nahen Ostens und Nordafrikas, also hier besonders Ägypten, die griechischen Zahlen zunächst „buchstäblich“ übernommen. Die arabischen Texte der Umayyaden-Zeit (660–750) sind regelmäßig mit original griechischen Zahlen durchsetzt. Danach, also in der Zeit der Abbasiden, wurden die griechischen Zahlen durch die entsprechenden Buchstaben des arabischen Alphabets ersetzt.
Nach der Übernahme der indischen Ziffern wurden die alten Zahlen aus Tradition gelegentlich weiterhin benutzt, ähnlich wie im Abendland die römischen Zahlen heute noch teilweise verwendet werden. Man findet die Abdschad-Zahlen heute noch zum Beispiel in der Kapitelnummerierung arabischer Bücher sowie in Tabellen. In der sogenannten Zahlenmystik werden sie ebenfalls eingesetzt.